# Luca Aquino

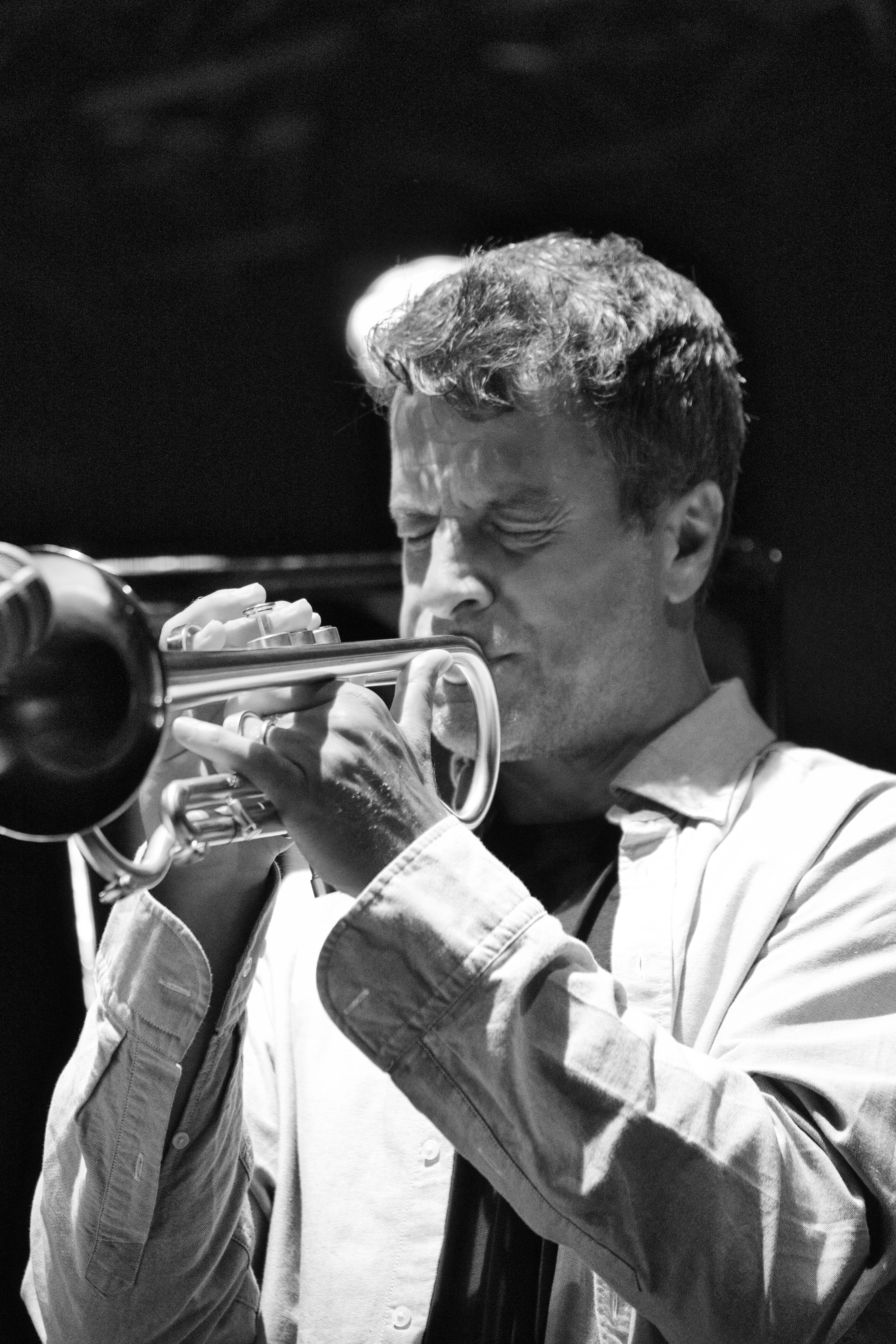
Luca Aquino mit dem Emiliano D´Auria Quintet auf dem Inntöne Jazzfestival 2024

Luca Aquino (* 1. Juni 1974 in Benevento) ist ein italienischer Jazzmusiker (Trompete, auch Flügelhorn, Komposition).

## Leben und Wirken
Aquino begann als Autodidakt erst im Alter von neunzehn Jahren, Trompete zu spielen. Nach einem Master-Abschluss in Wirtschaftswissenschaften entschied er sich für eine Karriere als Musiker.
Aquino gehörte zunächst zum Wide Quintet und zu The Skopje Connection. Seit 2008 legte eine Reihe von Alben unter eigenem Namen vor; für sein Album Lunaria, auf dem Roy Hargrove und Maria Pia De Vito mitwirkten, erhielt er die Auszeichnung Top Jazz der Zeitschrift Musica Jazz. Mit dem in seiner Geburtsstadt ansässigen Philharmonischen Orchester, aber auch in kleineren Besetzungen hat er sein Album Italian Songbook aufgenommen, das 2019 bei ACT veröffentlicht wurde. Weiterhin begleitete er Rita Marcotulli und Paolo Fresu und arbeitete auch mit Jon Hassell, Carmine Ioanna und Lucio Dalla. Er ist auch auf Alben von Marco Zurzolo, Giovanni Francesca, Manu Katché, Joe Barbieri, Gianni Denitto und Nina Pedersen zu hören. Daneben spielt er im Quintet des Pianisten und Komponisten Emiliano D´Auria.

## Diskographische Hinweise
- Sopra Le Nuvole (Emarcy, 2008)
- Lunaria (Universal Classics & Jazz, 2009)
- Chiaro (Tuk, 2011)[3]
- aQustico (Tuk/Bonsai, 2013)
- Swedish Mobilia & Luca Aquino: Did You Hear Something? (Leo Records, 2013, mit Andrea Bolzoni, Dario Miranda, Daniele Frati)
- Rock 4.0 (Musica Jazz, 2014)
- OverDOORS (Tuk, 2015)[4]
- Luca Aquino & Jordanian National Orchestra: Petra (TAGI, 2016)
- Aqustico Vol 2 (Losen, 2017)
- Italian Songbook (ACT, 2019)
- Luca Aquino, Giovanni Guidi: Amore Bello (Musica Jazz 2021)